# شمس‌آباد (مشگین‌شهر)
شمس‌آباد روستایی در دهستان شعبان بخش قصابه شهرستان مشگین‌شهر استان اردبیل ایران است.

## جمعیت
بر پایه سرشماری عمومی نفوس و مسکن در سال ۱۳۹۵ جمعیت این روستا ۱۹ نفر (۷خانوار) بوده‌است.